# Hundred (Virgínia Ocidental)
Hundred é uma cidade  localizada no estado norte-americano de Virgínia Ocidental, no Condado de Wetzel.

## Demografia
Segundo o censo norte-americano de 2000, a sua população era de 344 habitantes.
Em 2006, foi estimada uma população de 328, um decréscimo de 16 (-4.7%).

## Geografia
De acordo com o United States Census Bureau tem uma área de
1,2 km², dos quais 1,2 km² cobertos por terra e 0,0 km² cobertos por água. Hundred localiza-se a aproximadamente 313 m acima do nível do mar.

## Localidades na vizinhança
O diagrama seguinte representa as localidades num raio de 24 km ao redor de Hundred.